# 361
Початок правління імператора Юліана Відступника в Римській імперії. Війна Риму з Персією. У Китаї правління династії Цзінь. В Індії почався період імперії Гуптів. У Японії тривав період Ямато. У Персії правила династія Сассанідів.
На території лісостепової України Черняхівська культура. У Північному Причорномор'ї готи й сармати. Історики VI століття згадують плем'я антів, що мешкало на території сучасної України приблизно з IV сторіччя.

## Події
- Імператор Констанцій II помер 3 листопада у віці 44 років від гарячки. Перед смертю він прийняв хрещення і заповів імперію Юліану.
- Юліан, ставши єдиним імператором, намагався відновити язичництво.
- Над наближеними й помічниками Констанція II влаштовано суд, який дістав назву Халкедонського трибуналу.
- Папа Ліберій відкинув аріанство й проголосив, що рада в Ріміні не мала права ухвалювати рішення.
- Афанасій Великий повернувся в Александрію, звідки його вигнали аріани.

## Померли
- Констанцій II, римський імператор.